# Ткачёв, Пётр Никитич
Пётр Ники́тич Ткачёв (11 июля 1844, село Сивцово, Псковская губерния — 4 января 1886, Париж) — русский литературный критик и публицист, брат Александры Анненской. Идеолог якобинского направления в народничестве.

## Начало жизни
Родом из небогатой помещичьей семьи. В 1861 году поступил на юридический факультет Петербургского университета, но уже в октябре за участие в студенческих беспорядках был привлечён к одному из политических дел (так называемому «делу Баллода») и отсидел несколько месяцев в Петропавловской крепости, сначала в виде ареста подследственного, потом по приговору Сената. Когда университет был вновь открыт, Ткачёв, не поступая в число студентов, выдержал экзамен на учёную степень (1868).
Писать Ткачёв начал очень рано. Первая его статья («О суде по преступлениям против законов печати») была напечатана в № 6 журнала «Время» за 1862 год. Вслед за тем во «Времени» и в «Эпохе» помещено было в 1862—64 годах ещё несколько статей Ткачёва по разным вопросам, касавшимся судебной реформы. В 1863 и 1864 годах выступал также в «Библиотеке для чтения» П. Д. Боборыкина; здесь были помещены первые «статистические этюды» Ткачёва (преступление и наказание, бедность и благотворительность). В конце 1865 года сошёлся с Г. Е. Благосветловым и стал писать в «Русском слове», а затем в заменившем его «Деле». За революционную пропаганду среди студенчества подвергался тюремному заключению (ноябрь 1862—январь 1863, ноябрь 1864—февраль 1865, апрель—июнь 1866), постоянно находился под надзором полиции. Причастен к деятельности Ишутинского кружка, «Рублёвого общества», «Сморгонской коммуны». Во время студенческих волнений в Петербурге в 1868—69 годах вместе с С. Г. Нечаевым возглавлял радикальное меньшинство. Весной 1869 года был вновь арестован и в июле 1871 г. приговорён С.-Петербургской судебной палатой к 1 году и 4 месяцам тюрьмы. По отбытии наказания был выслан на родину, в Сивцово, откуда в декабре 1873 года совершил побег за границу при помощи чайковцев.

### Семья
- Отец — Никита Андреевич Ткачёв (1785/1787—1848), инженер-строитель, надворный советник.
- Мать — Мария Николаевна Ткачёва, урождённая Анненская.
- Сестра — Александра Анненская, писательница.
- Сестра — Софья Криль (1842—1873), участница революционного движения, журналистка. Мать Татьяны Богданович.
- Брат — Андрей Никитич Ткачёв.

Жена (с 1873 года) — Дементьева Александра Дмитриевна (1850, Санкт-Петербург — 1922, Воронеж). В 1867 году окончила Мариинскую гимназию в Петербурге. Вместе с Ткачевым активно участвовала в студенческих волнениях 1868—1869 годов. На средства Дементьевой нечаевцами была устроена подпольная типография, в которой она напечатала сочиненную ею прокламацию «К обществу» о бедственном положении студентов. При обыске в марте 1869 года у нее обнаружили типографский шрифт и набор, за что она была арестована. 1 июля 1871 года состоялся суд присяжных, на которых Дементьеву приговорили к 4 месяцам тюрьмы. Отбыв тюремное заключение и последующую ссылку, в 1874 году она получила разрешение выехать за границу к бежавшему туда ранее мужу, но при условии невозвращения на родину. Окончила медицинский факультет в Монпелье и в 1888 году получила звание врача. Разрешение вернуться в Россию было ей дано в 1903 году. Она работала врачом в русско-японскую войну и в 1905 году арестовывалась за пропаганду среди солдат.
А. Д. Дементьева-Ткачева по многом послужила прототипом девицы Виргинской из романа «Бесы» Ф. М. Достоевского.
Сын — Петр.

## Жизнь в эмиграции
Прерванная арестом журнальная деятельность Ткачёва возобновилась в 1872 г. Он опять писал в «Деле», под разными псевдонимами (П. Никитин, П. Н. Нионов, П. Н. Постный, П. Гр—ли, П. Грачиоли, Все тот же). В эмиграции сотрудничал с журналом «Вперёд!», примкнул к группе польско-русских эмигрантов, после разрыва с П. Л. Лавровым начал издавать в Женеве журнал «Набат» (1875—81), совместно с К. М. Турским был одним из создателей «Общества народного освобождения» (1877), деятельность которого в России была незначительна. В середине 1870-х гг. сблизился с французскими бланкистами, сотрудничал в их газете «Ni dieu, ni maitre» («Ни бога, ни господина»). Свои политические воззрения излагал в журнале «Набат», выходившем под его редакцией в 1875—76 гг., а также в нескольких брошюрах, изданных за границей. Ткачёв резко расходился с господствовавшими тогда в эмигрантской литературе течениями, главными выразителями которых были П. Л. Лавров и М. А. Бакунин. Он являлся представителем так называемых «якобинских» тенденций, противоположных и анархизму Бакунина, и направлению Лавровского «Вперёд!».
В последние годы писал мало. В конце 1882 года тяжело заболел — возвращаясь с похорон французского социалиста Луи Блана, он впал в буйное помешательство и после освидетельствования был признан невменяемым — и помещен в психиатрическую больницу, где и провел остаток жизни. Николай Сергеевич Русанов, посетивший Ткачева в лечебнице, вспоминал: «…ко мне надзиратели вывели человека с неподвижным лицом, на котором иногда, как слабый проблеск осеннего солнца сквозь тучи, пробегала улыбка, когда он ощущал что-нибудь приятное, и это приятное принадлежало исключительно к животной, притом окончательно расстроенной области чувствований. Я содрогнулся, когда Петр Никитич вынул из кармана кусок конфетки с густо налипшим на него табаком от помещавшихся в том же кармане изорванных папирос и с видимым удовольствием стал поглощать эту ужасную смесь».
П.Ткачев скончался в 1886 году.

## Литературная деятельность
Ткачёв был очень заметной фигурой в группе писателей крайнего левого крыла русской журналистики. В литературе он следовал идеям «шестидесятых годов» и оставался верен им до конца своей жизни. От других своих сотоварищей по «Русскому слову» и «Делу» он отличался тем, что никогда не увлекался естествознанием; его мысль всегда вращалась в сфере вопросов общественных. Он много писал по статистике населения и статистике экономической. Тот цифровой материал, которым он располагал, был очень беден, но Ткачёв умел им пользоваться. Ещё в 1870-х годах им подмечена была та зависимость между ростом крестьянского населения и величиной земельного надела, которая впоследствии прочно обоснована П. П. Семёновым-Тян-Шанским (в его введении в «Статистике поземельной собственности в России»). Наибольшая часть статей Ткачёва относится к области литературной критики; кроме того, он вёл в течение нескольких лет отдел «Новых книг» в «Деле» (и ранее «Библиографический листок» в «Русском слове»). Критические и библиографические статьи Ткачёва имеют чисто публицистический характер. Это горячая проповедь известных общественных идеалов, призыв к работе для осуществления этих идеалов. По своим социологическим воззрениям Ткачёв был крайний и последовательный «экономический материалист». Едва ли не в первый раз в русской журналистике в его статьях появляется имя Карла Маркса. Ещё в 1865 году в «Русском слове» («Библиографический листок», № 12) Ткачёв писал:

«Все явления юридические и политические представляют не более как прямые юридические последствия явлений жизни экономической; эта жизнь юридическая и политическая есть, так сказать, зеркало, в котором отражается экономический быт народа… Ещё в 1859 г. известный немецкий изгнанник Карл Маркс формулировал этот взгляд самым точным и определённым образом».
К практической деятельности, во имя идеала «общественного равносилия» Ткачёв звал «людей будущего»:

В настоящее время все люди равноправны, но не все равносильны, то есть не все одарены одинаковой возможностью приводить свои интересы в равновесие — отсюда борьба и анархия… Поставьте всех в одинаковые условия по отношению к развитию и материальному обеспечению, и вы дадите всем действительную фактическую равноправность, а не мнимую, фиктивную которую изобрели схоластики-юристы с нарочитой целью морочить невежд и обманывать простаков.— Русское слово. — 1865. — № XI, II отд. — С. 36—37
Он был этическим фаталистом. Достижение социального идеала или, по крайней мере, коренное изменение к лучшему экономического строя общества должно было составить, по его воззрениям, задачу сознательной общественной деятельности. «Люди будущего» в построениях Ткачёва занимали то же место, как «мыслящие реалисты» у Д. И. Писарева. Перед идеей общего блага, которая должна служить руководящим началом поведения людей будущего, отступают на задний план все положения отвлечённой морали и справедливости, все требования кодекса нравственности, принятого буржуазной толпой. «Нравственные правила установлены для пользы общежития, и потому соблюдение их обязательно для каждого. Но нравственное правило, как все житейское, имеет характер относительный, и важность его определяется важностью того интереса, для охраны которого оно создано… Не все нравственные правила равны между собой», и притом «не только различные правила могут быть различны по своей важности, но даже важность одного и того же правила, в различных случаях его применения, может видоизменяться до бесконечности». При столкновении нравственных правил неодинаковой важности и социальной полезности не колеблясь следует отдавать предпочтение более важному перед менее важным. Этот выбор должен быть предоставлен каждому; за каждым человеком должно быть признано «право относиться к предписаниям нравственного закона, при каждом частном случае его применения, не догматически а критически»; иначе «наша мораль ничем не будет отличаться от морали фарисеев, восставших на Учителя за то, что он в день субботний занимался врачеванием больных и поучением народа» (Люди будущего и герои мещанства // Дело. — 1868. — № 3.).

## Воззрения П. Н. Ткачёва
Воззрения Ткачёва сложились под влиянием демократической и социалистической идеологии 50—60-х годов XIX века. Ткачёв отвергал идею «самобытности» русского общественного строя и утверждал, что пореформенное развитие страны совершается в сторону капитализма. Считал, что предотвратить победу капитализма можно лишь заменив буржуазно-экономический принцип социалистическим. Как и все народники, Ткачёв связывал надежду на социалистическое будущее России с крестьянством, коммунистическим «по инстинкту, по традиции», проникнутым «принципами общинного владения». Но, в отличие от других народников, Ткачёв полагал, что крестьянство в силу своей пассивности и темноты неспособно самостоятельно совершить социальную революцию, а община может стать «ячейкой социализма» лишь после того, как будет уничтожен существующий государственный и социальный строй. В противовес господствовавшему в революционном движении аполитизму Ткачёв развивал идею политической революции как первого шага к революции социальной. Вслед за П. Г. Заичневским он считал, что создание тайной централизованной и законспирированной революционной организации является важнейшей гарантией успеха политической революции. Революция, по Ткачёву, сводилась к захвату власти и установлению диктатуры «революционного меньшинства», открывающей путь для «революционно-устроительной деятельности», которая, в отличие от «революционно-разрушительной», осуществляется исключительно убеждением. Проповедь политической борьбы, требование организации революционных сил, признание необходимости революционной диктатуры отличали концепцию Ткачёва от идей М. А. Бакунина и П. Л. Лаврова.
Свои философские воззрения Ткачёв называл «реализмом», понимая под этим «… строго реальное, разумно научное, а потому самому и в высшей степени человеческое миросозерцание» (Избранные сочинения на социально-политические темы. — М., 1933. — Т. 4. — С. 27). Выступая противником идеализма, Ткачёв отождествлял его в гносеологическом плане с «метафизикой», а в социальном — с идеологической апологией существующего строя. Ценность любой теории Ткачёв ставил в зависимость от её отношения к общественным вопросам. Под влиянием работ Н. Г. Чернышевского и отчасти К. Маркса Ткачёв усвоил отдельные элементы материалистического понимания истории, признавал «экономический фактор» важнейшим рычагом социального развития и рассматривал исторический процесс с точки зрения борьбы экономических интересов отдельных классов. Руководствуясь этим принципом, Ткачёв выступал с критикой субъективного метода в социологии П. Л. Лаврова и Н. К. Михайловского, их теорий социального прогресса. Однако в вопросе о роли личности в истории Ткачёв склонялся к субъективизму. Качественная особенность исторической действительности состоит, по Ткачёву, в том, что она не существует вне и помимо деятельности людей. Личность выступает в истории как активная творческая сила и поскольку пределы возможного в истории подвижны, то личности, «активное меньшинство», могут и должны вносить «… в процесс развития общественной жизни много такого, что не только не обусловливается, но подчас даже решительно противоречит как предшествующим историческим предпосылкам, так и данным условиям общественности…» (Избранные сочинения на социально-политические темы. — М., 1933. — Т. 3. — С. 193). Руководствуясь этим положением, Ткачёв создал собственную схему исторического процесса, согласно которой источником прогресса является воля «активного меньшинства». Эта концепция стала философским обоснованием теории революции Ткачёва.
В области литературной критики Ткачёв выступал последователем Н. Г. Чернышевского, Н. А. Добролюбова и Д. И. Писарева. Продолжая разработку теории «реальной критики», Ткачёв требовал от художественного произведения высокой идейности и общественной значимости. Эстетические достоинства художественного произведения Ткачёв зачастую игнорировал, ошибочно оценил ряд современных литературных произведений, обвинял И. С. Тургенева в искажении картины народной жизни, отвергал сатиру М. Е. Салтыкова-Щедрина, называл Л. Н. Толстого «салонным писателем».
Революционеры-народники конца 1860 — начала 1870-х годов, отрицавшие политическую революцию во имя социальной, отвергали доктрину Ткачёва. Лишь в конце 1870-х годов после раскола народников и образования организации «Народная воля» её члены перешли к прямому политическому выступлению против самодержавия.
Как отмечают: "В единственных воспоминаниях личного секретаря Ленина Бонч-Бруевича, которые были опубликованы в 1932 году (позже во всех воспоминаниях эти строчки убирали), он вспоминает, что Ленин сказал: «Из них всех [имея в виду Бакунина, Лаврова и Ткачева] нам [большевикам] подошел именно Ткачев»".

### Сочинения
- Ткачёв П. Н. Сочинения: в 2 т. — М.: Мысль, 1975—76. — 2 т. на сайте Руниверс
- Ткачёв П. Н. Избранные сочинения: в 6 т. — М., 1932—37. — 6 т.
- Ткачёв П. Н. Избранные литературно-критические статьи. — М.; Л., 1928.
- Ткачёв П. Н. Люди будущего и герои мещанства (из литературного наследия). — М.: Современник, 1986.
- Ткачёв П. Н. Кладези мудрости российских философов / Вступ. статья, составление, подготовка текста и примечания Б. М. Шахматова. — М.: Правда, 1990. — (Из истории отечественной философской мысли. Приложение к журналу «Вопросы философии»).
- Ткачёв П. Н. Открытое письмо господину Фридриху Энгельсу
- Ткачёв П. Н. Активное меньшинство и власть России — М.: Родина, 2024.